# Bomben auf Engelland
Das Lied Bomben auf Engelland ist ein deutsches nationalsozialistisches Propagandalied anlässlich der Luftschlacht um England während des Zweiten Weltkriegs. Der Text stammt von Wilhelm Stöppler, vertont wurde es von Norbert Schultze.

## Geschichte
Ursprünglich schrieb Wilhelm Stöppler das Lied für den „Polenfeldzug“ genannten Überfall auf Polen 1939 (Refrain: Bomben auf Polenland). Damals besaß es nur die Strophen 1 und 3. Als nach Abschluss des Überfalls auf Polen der Krieg gegen Frankreich und das Vereinigte Königreich („England“) weiterging, wurde Bomben auf Polenland zu Bomben auf Engelland, und es wurden zwei weitere Strophen ergänzt. Die vierte Strophe nahm nun Bezug auf den Einsatz der Luftwaffe der Wehrmacht im Polenfeldzug und auf deren Verlegung an die Westgrenze zum Westfeldzug gegen „England“ und Frankreich. Seine heitere, eingängige Melodie wirkt zusammen mit dem Text, der höhnisch von der „Vernichtung des britischen Weltreichs“ kündet, kriegsverherrlichend.
Das Lied war Teil der Tonspur des NS-Propagandafilms bzw. Dokumentarfilms Feuertaufe. Der Film vom Einsatz unserer Luftwaffe im polnischen Feldzug. (Deutschland 1939/1940), der Teil der nationalsozialistischen Filmpolitik war. Stöppler war Produzent des Films und einer der beiden Drehbuchautoren, der andere Drehbuchautor und Regisseur des Films war Hans Bertram, die Musik wählte Norbert Schultze. Das Lied wurde auch in der ebenfalls kriegsverherrlichenden Propaganda der Deutschen Wochenschau während des Luftkampfes um England immer wieder gespielt, zum Beispiel in der Ausgabe 546 vom 19. Februar 1941, wo zu dem Lied der Luftangriff eines Bombers auf englische Frachter vorgeführt wurde.
Das Marschlied aus dem Film Feuertaufe wurde auf Schellackplatte publiziert, eingespielt vom Musikkorps des Luftnachrichten-Regiments des Oberbefehlshabers der Luftwaffe unter Leitung von Obermusikmeister Erich Kiesant mit Quartettgesang – auf der Rückseite der Platte Das Frankreichlied. Kamerad, wir marschieren im Westen. Eine weitere Schellack-Produktion erschien im Label Odeon, eingespielt vom Musikkorps der Fliegerhorstkommandantur Berlin-Gatow mit Chor unter Leitung des Stabsmusikmeisters Arno Kühn.

## Verbot
Im Jahr 1951 wies der Hessische Minister des Innern in einem öffentlichen Schreiben die Regierungspräsidenten des Landes an, das öffentliche Singen und Spielen von Bomben auf Engelland „mit allen polizeilichen Mitteln zu verhindern“, da „gewissenlose Elemente öffentlich Lieder und Musikstücke aus der Zeit der nationalsozialistischen Gewaltherrschaft singen und spielen und dadurch die öffentliche Sicherheit und Ordnung insofern gefährden, als sie die Erinnerung an die nationalsozialistische Gewaltherrschaft wachrufen oder gegen den im Grundgesetz und in der Hessischen Verfassung verankerten Gedanken der Völkerverständigung verstoßen und damit die verfassungstreue Bevölkerung politisch provozieren“. In dem Verbot wurden neben Bomben auf Engelland weitere Titel genannt: das Horst-Wessel-Lied, der Badenweiler-Marsch, das Engelland-Lied, Siegreich wollen wir Frankreich schlagen und Volk ans Gewehr.
Als Propagandamittel einer Regierung bzw. Vereinigung, die sich gegen den Gedanken der Völkerverständigung richtet, wie es auch in dem Lied und seiner Verwendung zum Ausdruck kommt, ist das Lied nach § 86 Abs. 1 Nr. 2, 3 StGB auch ohne besondere Auflistung durch das Bundesinnenministerium in Deutschland verboten.